# Szenczei László
Szenczei László (Gyulafehérvár, 1909. július 1. – Budapest, 1980. szeptember 30.) erdélyi magyar elbeszélő, műfordító, irodalomkritikus, filozófus.

## Életútja
Középiskoláit szülővárosában végezte, Budapesten kezdett és Kolozsváron, az I. Ferdinand Egyetemen folytatott francia irodalmi és filozófiai tanulmányokat. Neve az 1930-as években jelentkező nemzedék tagjaként vált ismertté. Közel állt az első Hitel köréhez, de 1936-tól tagja volt a Helikon íróközösségének, második regényét viszont az Erdélyi Enciklopédia kiadó jelentette meg. 
1941-ben Budapestre költözött ugyan, de kapcsolatot tartott fenn a Termés írói körével, egyik aláírója volt az erdélyi irodalom és közélet problémáit nyíltan feltáró 1942-es helikoni nyilatkozatnak, s írása jelent meg a Spectator szerkesztette 48-as Erdély című zsebkönyvben (Kolozsvár, 1943). Az erdélyi kérdés, a román–magyar viszony a világháború utolsó szakaszában, majd a Párizs környéki békekötés idején is foglalkoztatta. 1957-től a Nagyvilág szerkesztőjeként dolgozott haláláig.

## Munkássága
Prózaírói indulásán eszményeinek, Proustnak és Gide-nek a hatása mutatkozik, amennyiben „ő is a lelkiélet problémáit tanulmányozza” (Jancsó Elemér). Első novelláját (Kettőskereszt) 1933-ban közölte az Erdélyi Helikon, a későbbieket mellette a Brassói Lapok, az Ellenzék, a Korunk is.
Jancsó Elemér tesz említést első, kiadatlan maradt regényeiről (Vakáció, Löwen őrmester); pályáját különben ebben a műfajban a Székely Apokalypsis nyitja (1935), amelynek cselekménye „a népi és vallási misztika elszabadulása egy székely faluban, majd az egész Székelyföldön” (Korvin Sándor); főszereplője, a csodatévő Kende Józsa („ez a székely Petrache Lupu”), aki csak kiszabadítja a szellemet a palackból, hogy azután az elámított nép esztelen rombolásban vezesse le elégedetlenségét. Következő regénye, a Korom és korona (1939) világa már egy észak-erdélyi havasalji román falu, amelyet – egy másik népbolondító – paraszti kényuralmi rendszerbe szervez, ez azonban végül összeomlik és maga alá temeti alkotóit. Mindkét regény jelzi, hogy írójuk nem az erdélyi irodalom első nemzedékének útját fogja járni, hanem a francia realisták nyomán a „tárgyilagosság”-ét, s kifejezője a kor realitásaival való illúziómentes szembenézés igényének. 1942-ben kiadott Apáczai-regénye, A halál és tanítványa – előzményei ismeretében – szintén lehetővé tett egy „baloldali” értelmezést: megjelenésekor Balogh Edgár „a tisztánlátásért küzdő kisebbségi csoport egyik írótagját” köszöntötte benne, Apáczaiban pedig „nemcsak a nemzeti iskolamestert” látta, hanem „a demokrata politikust” is.
Szenczei László időközben figyelemre méltó cikksorozatot közölt a Független Újságban, hozzászólt Szemlér Ferencnek a transzilvanizmust az új nemzedék szemszögéből bíráló Jelszó és mítosz című cikkéhez, s Kós Károly válaszára reagálva, de részben Szemlérrel is vitázva, kifejtette: „Transzilvanizmus igenis volt, s nem csupán mint jelszó és mítosz, hanem mint eleven valóság. A probléma az, hogy miért nincs transzilvanizmus.” Majd az 1920-as évek erdélyi irodalmára visszautalva így folytatta: „Az eredeti transzilvanizmus azóta lényegbevágó fejlődésen ment keresztül: változatos színeit és ágazatait elvesztette, köre fokozatosan összeszűkült, ami megmaradt belőle, az csupán a jelszó, és egy talpraesett regionális irodalom… Ez a regionális irány azóta legyűrte versenytársait, kiküszöbölte vagy mellékszerepre szorította őket és patriarchális kevélységgel megkoronázta magát” (A transzilvanizmus és az erdélyi fiatal irodalmi nemzedék problémájához. Korunk, 1938/1).
Könyvismertetéseit a népi írók (Darvas József, Illyés Gyula, Németh László, Szabó Zoltán) köteteiről, kortárs erdélyi írók (Gagyi László, Hegyi Endre, Karácsony Benő, Koós Kovács István, Makkai Sándor, Szabédi László, Szemlér Ferenc, Szentimrei Jenő, Tamási Áron) könyveiről, nekrológját Koós Kovács Istvánról az Erdélyi Helikon, a Hitel, a Korunk, a Pásztortűz közölte. 1936–37-ben rendszeresen írt folyóiratszemlét az Erdélyi Helikonba, érdeklődésének előterében itt is a Válasz és a Tanu állt.
Szenvedélyesen érdekelte a filozófia. Az 1950-es es 60-as években Virághati es Viraghaty Laszlo néven kozolt politikai es filozófiai tanulmányokat olyan francia tudományos lapokban es kiadványokban mint a Deucalion, Revue de Metaphysic et de Morale es Diogene.

## Művei
- Székely apokalypsis (Kolozsvár, 1935)
- Korom és korona (Kolozsvár, 1939. Erdélyi Enciklopédia könyvei; újrakiadása Szemlér Ferenc előszavával. Bukarest, 1973. Romániai Magyar Írók; románul George Sbârcea fordításában, Mihai Beniuc előszavával, Bukarest, 1975. Biblioteca Kriterion)
- A koldusdiák (elbeszélések, Budapest, 1942. Érdekes könyvek
- A halál és tanítványa. Apáczai Csere János regénye (1943. Erdélyi írások; újrakiadása A halál tanítványa címmel, Bukarest, 1981. Romániai Magyar Írók)
- Vénusz, a hatalmas (kisregény, Budapest, 1943)
- A magyar nép tragédiája; Minerva, Kolozsvár, 194? (újrakiadás Kolozsvár, 1945)
- A magyar–román kérdés (történeti-politikai tanulmány, Budapest, 1946)
- Az erdélyi magyarság harca. 1940–1941; Egyetemi Ny., Bp., 1946
- A várőr fia. Ifjúsági regény (Budapest, 1956)
- A boldog változat. Kisregény (Budapest, 1967)
- Ócskawas. Öt groteszk játék; Szenczei Lászlóm Bp., 1977
- Theodora és Justinianus. Tragikomédia három felvonásban; Szenczei László, Bp., 1980
- Nem mindenki jut el Floridába. Dráma két részben; Szenczei László, Bp., 1980
- A koldusdiák. Apáczai Csere János regényes életrajza; Református Zsinati Iroda, Bp., 1991

## Fordításai
- Henri Barbusse: Sztálin (Kolozsvár, 1945)
- B. Nonev: Árulás. Jegyzetek a mai Jugoszláviáról (Budapest, 1952)
- P. Vezsinov: Szabad mezőn (elbeszélések, Illés Sándorral, Budapest, 1952)
- Szenczei László: Daszkalov: A Lipovanszki-malom (regény, Budapest, 1954)
- C. Corrnith: A trójai fiúk (ifjúsági regény, Budapest, 1959)
- V. Em. Galan: Ötödik kerék (elbeszélések, Klumák Istvánnal és Óváry-Óss Józseffel, Bukarest, 1959)
- H. Fukazava: Zarándokének (elbeszélések, Holti Máriával, Budapest, 1965)
- Mateiu Caragiale: Aranyifjak alkonya (regény, Budapest, 1966; ua. Óvárosi gavallérok címmel Lőrinczi Lászlóval, Bukarest, 1984. Román Írók)
- R. Peyrefitte: Különleges barátságok (regény, Rónay Györggyel, Budapest,  1969)
- P. Szpaszov: Zaharov ikonfestő bűvös szerelme (életrajzi regény, Budapest,  1970)
- Raoul Şorban: Szervátiusz Jenő (Budapest, 1973)
- P. Vezsinov: Éjszakai felderítés (kisregény és elbeszélések, Juhász Péterrel, Budapest, 1978)
- Ivan Vazov: És parazsából új tüzünk gyúl (kisregény és elbeszélések, Csíkhelyi Lenkével és Dudás Gyulával, Budapest, 1982)

## Szerkesztései
- Szerkesztésében jelent meg az Amicus Diáknaptár 1937/38. és 1938/39. évi kötete (Kolozsvár).